# Cleidogona caroliniana
Cleidogona caroliniana är en mångfotingart som beskrevs av Ottis Robert Causey 1957. Cleidogona caroliniana ingår i släktet Cleidogona och familjen Cleidogonidae. Inga underarter finns listade i Catalogue of Life.